# Хејфликова граница
Хејфликова граница (енгл. Hayflick limit) је ограничење броја подела соматских ћелија, названо по његовом откривачу Леонарду Хејфлику. 1961. године Хејфлик је  приметио како људске ћелије, које се деле у ћелијској култури, умиру након око 50 подела и показују знаке старења како се приближавају овој граници.
Ова граница је пронађена у културама свих потпуно диференцираних ћелија човека и других вишећелијских организама. Максималан број ћелијских деоба разликује се у зависности од врсте, а још више у зависности од организма коме припада ова ћелија. За већину људских ћелија, Хејфликова граница је 52 поделе.

## Откривање
У принципу, експеримент, који је Леонард Хејфлик спровео у сарадњи са Полом Мурехедом, био је прилично једноставан: мешали су једнаке делове нормалних мушких и женских фибробласта, који су се разликовали у броју пређених ћелијских деоба (мушки — 40 поделе, женски — 10), како би се фибробласти могли даље разликовати једни од других. Паралелно, постављена је контрола са искључиво мушким 40-дневним фибробластима. Када је контролна немешана популација мушких ћелија престала да се дели, мешана експериментална култура садржала је само женске ћелије, јер су све мушке ћелије већ умрле. На основу овога, два научника су закључила да нормалне ћелије имају ограничену способност дељења, за разлику од ћелија карцинома, које су бесмртне. Дакле, предложено је да се такозвани „митотични сат“ налази унутар сваке ћелије, на основу следећих запажања:
1. Нормални људски фетални фибробласти у култури могу да дуплирају популацију само ограничен број пута;
2. Криогено обрађене ћелије се „сећају“ колико су се пута поделиле пре замрзавања.

## Опис појаве
Хејфликова граница је повезана са смањењем величине теломера, делова ДНК на крајевима хромозома. Као што је познато, молекул ДНК се може реплицирати пре сваке деобе ћелије. Истовремено, теломери на његовим крајевима се скраћују након сваке деобе ћелија. Теломери се врло споро скраћују — за неколико (3–6) нуклеотида по ћелијском циклусу, односно за број дељења, који одговарају Хејфликовој граници, они ће се скратити укупно за 150–300 нуклеотида. Дакле, што је „теломерни реп“ ДНК краћи, то је више подела прошло, а самим тим и старија ћелија.
У ћелији постоји ензим теломераза, чија активност може да обезбеди издуживање теломера, док се живот ћелије такође продужава. Ћелије, у којима теломераза функционише (полне, канцерозне), су бесмртне. У обичним (соматским) ћелијама, од којих се тело у основи састоји, теломераза „не делује“, па се теломери скраћују са сваком поделом ћелије, што на крају доводи до његове смрти унутар Хејфликове границе, јер други ензим, ДНК полимераза, није у стању да реплицира крајеве молекула ДНК.
Тренутно је предложена епигенетска теорија старења, која објашњава ерозију теломера првенствено активношћу ћелијских рекомбиназа, које се активирају као одговор на оштећење ДНК, узроковано углавном старосном депресијом мобилних елемената генома. Када после одређеног броја подела теломери потпуно нестану, ћелија се замрзне у одређеној фази ћелијског циклуса или започне програм апоптозе. Ово последње је феномен глатког уништавања ћелије (откривен у другој половини 20. века), који се манифестује смањењем величине ћелије и минимизирањем количине супстанце, која улази у међућелијски простор након њеног уништења.

## Биолошко значење
Тренутно је доминантно гледиште да је Хејфликова граница повезана са испољавањем механизма за сузбијање туморских формација насталих у вишећелијским организмима. Другим речима, механизми за сузбијање тумора, као што су репликативна сенесценција и апоптоза, неспорно су корисни у раној онтогенији и зрелости, али су споредни узроци старења, ограничавајући животни век услед накупљања нефункционалних сенесцентних ћелија или прекомерне смрти функционалних ћелија.